# Volei la Jocurile Olimpice de vară din 2024

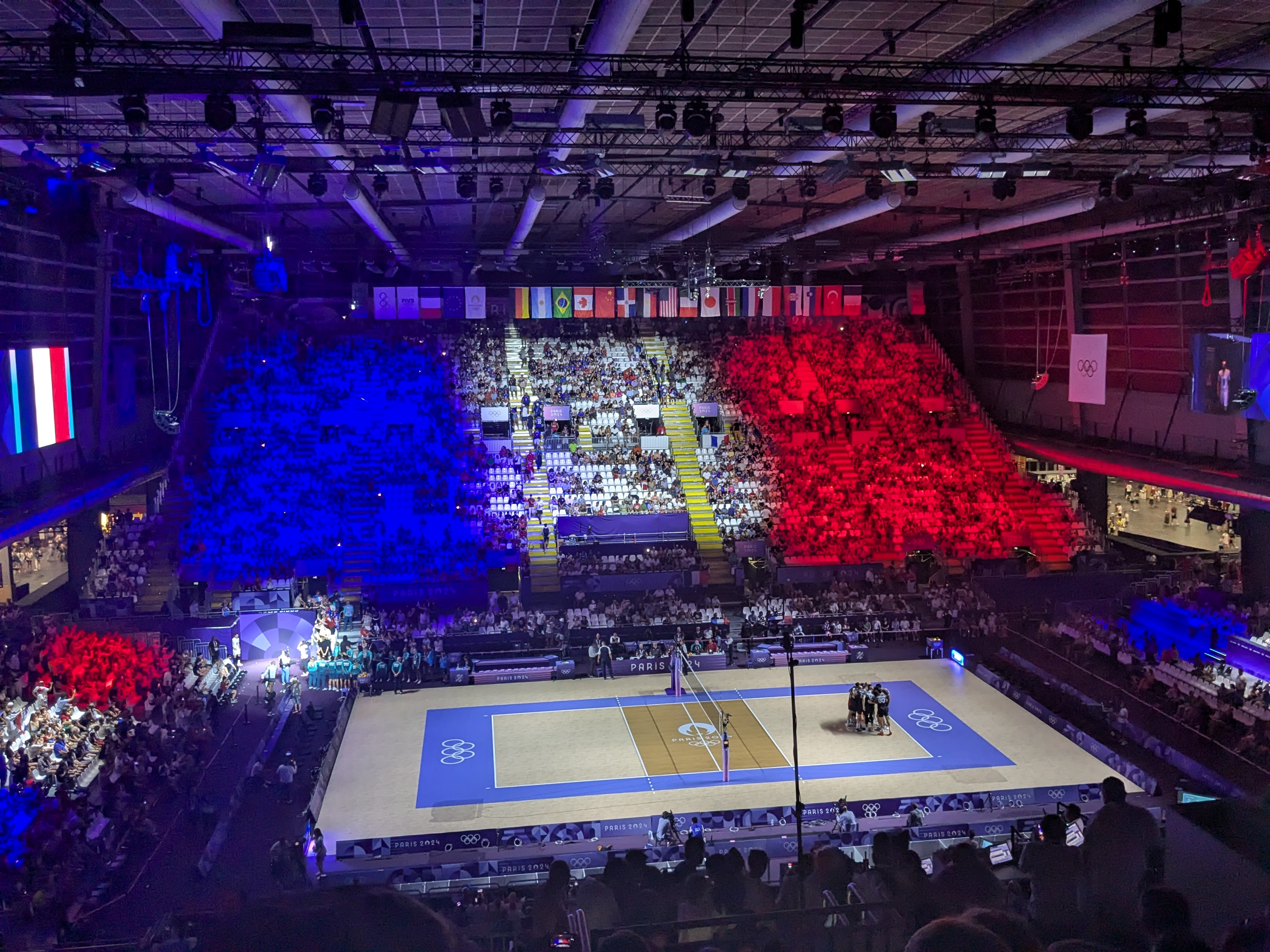
Arena Paris Sud din Paris Expo Porte de Versailles

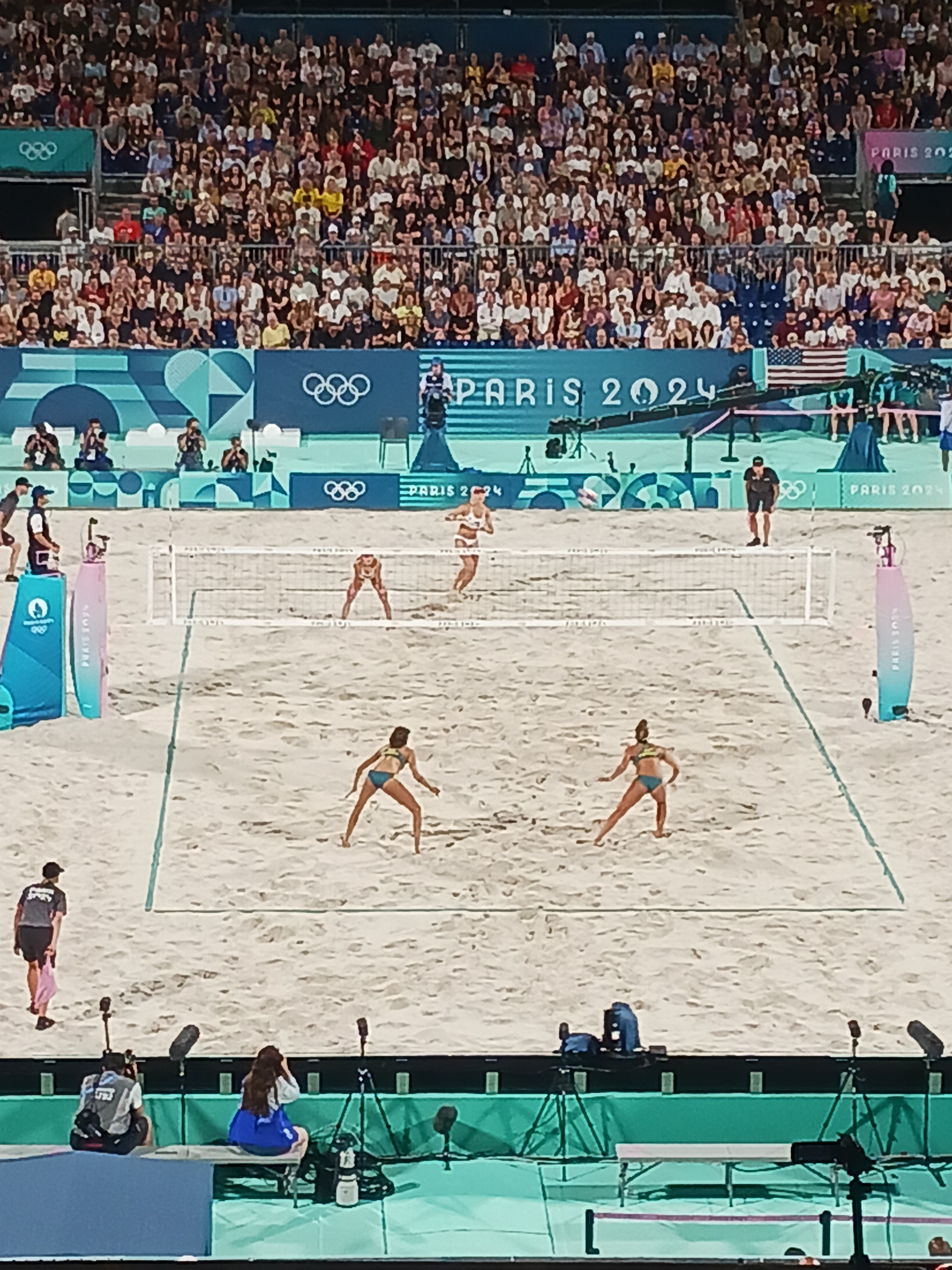
Volei pe plajă la Champ de Mars

Probele sportive de volei la Jocurile Olimpice de vară din 2024 au inclus partidele de volei de sală, care s-au disputat pe Paris Expo Porte de Versailles în perioada 27 iulie–11 august 2024, în timp ce partidele de volei pe plajă au avut loc la Champ de Mars.

## Medaliați
| Probă                   | Aur | Argint | Bronz |
| Masculin Detalii        | Franța (FRA) · Barthélémy Chinenyeze · Jenia Grebennikov · Jean Patry · Benjamin Toniutti · Kévin Tillie · Earvin N'Gapeth · Antoine Brizard · Nicolas Le Goff · Trévor Clévenot · Yacine Louati · Théo Faure · Quentin Jouffroy            | Polonia (POL) · Łukasz Kaczmarek · Bartosz Kurek · Wilfredo León · Aleksander Śliwka · Grzegorz Łomacz · Jakub Kochanowski · Kamil Semeniuk · Paweł Zatorski · Marcin Janusz · Mateusz Bieniek · Tomasz Fornal · Norbert Huber                                        | Statele Unite ale Americii (USA) · Matt Anderson · Aaron Russell · Jeffrey Jendryk · Torey DeFalco · Micah Christenson · Maxwell Holt · Micah Maʻa · Thomas Jaeschke · Garrett Muagututia · Taylor Averill · David Smith · Erik Shoji                              |
| Feminin Detalii         | Italia (ITA) · Marina Lubian · Carlotta Cambi · Monica De Gennaro · Alessia Orro · Caterina Bosetti · Anna Danesi · Myriam Sylla · Paola Egonu · Sarah Luisa Fahr · Loveth Omoruyi · Ekaterina Antropova · Gaia Giovannini · Ilaria Spirito | Statele Unite ale Americii (USA) · Micha Hancock · Jordyn Poulter · Avery Skinner · Justine Wong-Orantes · Lauren Carlini · Jordan Larson · Annie Drews · Jordan Thompson · Haleigh Washington · Dana Rettke · Kathryn Plummer · Kelsey Robinson Cook · Chiaka Ogbogu | Brazilia (BRA) · Nyeme Costa · Diana Duarte · Macris Carneiro · Thaísa Menezes · Rosamaria Montibeller · Roberta Ratzke · Gabriela Guimarães · Ana Cristina de Souza · Natália Araújo · Ana Carolina da Silva · Júlia Bergmann · Tainara Santos · Lorenne Teixeira |
| Masculin, plajă Detalii | Suedia (SWE) · David Åhman · Jonatan Hellvig | Germania (GER) · Nils Ehlers · Clemens Wickler | Norvegia (NOR) · Anders Mol · Christian Sørum |
| Feminin, plajă Detalii  | Brazilia (BRA) · Ana Patrícia · Duda Lisboa | Canada (CAN) · Melissa Humana-Paredes · Brandie Wilkerson | Elveția (SUI) · Tanja Hüberli · Nina Betschart |

## Clasament pe medalii
| Loc   | Țară                       | Aur | Argint | Bronz | Total |
| ----- | -------------------------- | --- | ------ | ----- | ----- |
| 1     | Franța                     | 1   | –      | –     | 1     |
| 1     | Italia                     | 1   | –      | –     | 1     |
| 3     | Statele Unite ale Americii | –   | 1      | 1     | 2     |
| 4     | Polonia                    | –   | 1      | –     | 1     |
| 5     | Brazilia                   | –   | –      | 1     | 1     |
| Total | Total                      | 2   | 2      | 2     | 6     |